# Matsukaze

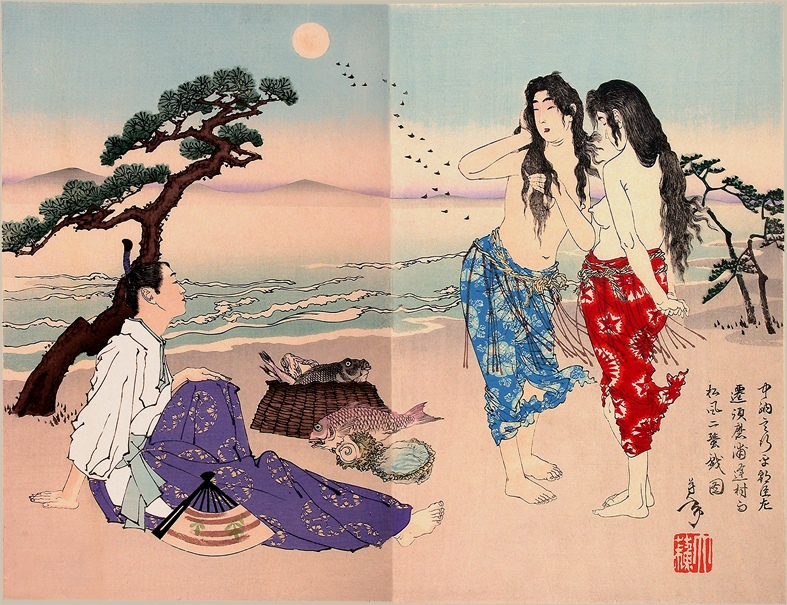
Ariwara no Yukihira và hai cô gái làm muối, Murasame và Matsukaze, trong bản in tranh khắc gỗ năm 1886 của Yoshitoshi.

Matsukaze (松風 (Tùng Phong) Wind in the Pines)  là một vở kịch thuộc thể loại thứ ba của Kan'ami, được con trai ông là Zeami Motokiyo biên soạn lại. Đây là một trong những vở kịch Noh được đánh giá cao nhất, được nhắc đến nhiều hơn bất kỳ vở kịch nào khác trong các tác phẩm của Zeami, và nhiều lần được các họa sĩ mô tả lại trong tranh.